# العلاقات المكسيكية السيشلية
العلاقات المكسيكية السيشلية هي العلاقات الثنائية التي تجمع بين المكسيك وسيشل.

## مقارنة بين البلدين
هذه مقارنة عامة ومرجعية للدولتين:
| وجه المقارنة                                              | المكسيك                                                                               | سيشل                                                |
| --------------------------------------------------------- | ------------------------------------------------------------------------------------- | --------------------------------------------------- |
| المساحة (كم2)                                             | 1.97 مليون                                                                            | 459                                                 |
| عدد السكان (نسمة)                                         | 130.53 مليون                                                                          | 95.84 ألف                                           |
| الكثافة السكانية (ن./كم²)                                 | 66.26                                                                                 | 20.88 ألف                                           |
| العاصمة                                                   | مدينة مكسيكو                                                                          | فيكتوريا                                            |
| اللغة الرسمية                                             | اللغة الإسبانية                                                                       | لغة فرنسية، لغة إنجليزية، اللغة الكريولية السيشيلية |
| العملة                                                    | بيزو مكسيكي                                                                           | روبية سيشلية                                        |
| الناتج المحلي الإجمالي (بليون دولار)                      | 1.15 تريليون                                                                          | 1.49 مليار                                          |
| الناتج المحلي الإجمالي (تعادل القوة الشرائية) بليون دولار | 2.16 تريليون                                                                          | 2.54 مليار                                          |
| الناتج المحلي الإجمالي الاسمي للفرد دولار أمريكي          | 9.01 ألف                                                                              | 15.48 ألف                                           |
| الناتج المحلي الإجمالي للفرد دولار أمريكي                 | 17.32 ألف                                                                             | 26.42 ألف                                           |
| مؤشر التنمية البشرية                                      | 0.756                                                                                 | 0.772                                               |
| رمز المكالمات الدولي                                      | +52                                                                                   | +248                                                |
| رمز الإنترنت                                              | .mx                                                                                   | .sc                                                 |
| المنطقة الزمنية                                           | منطقة زمنية وسطى، المنطقة الزمنية الجبلية، زمن منطقة المحيط الهادئ، منطقة زمنية شرقية | ت ع م+04:00                                         |

## منظمات دولية مشتركة
يشترك البلدان في عضوية مجموعة من المنظمات الدولية، منها:
| علم المنظمة | اسم المنظمة                        | تاريخ انضمام المكسيك | تاريخ انضمام سيشل |
| ----------- | ---------------------------------- | -------------------- | ----------------- |
|             | يونسكو                             | 4 نوفمبر 1946        | 18 أكتوبر 1976    |
|             | وكالة ضمان الاستثمار متعدد الأطراف | 1 يوليو 2009         | 15 سبتمبر 1992    |
|             | الأمم المتحدة                      | 7 نوفمبر 1945        | 21 سبتمبر 1976    |
|             | الفريق المعني برصد الأرض           | ?                    | ?                 |
|             | الاتحاد البريدي العالمي            | ?                    | ?                 |
|             | البنك الدولي للإنشاء والتعمير      | 31 ديسمبر 1945       | 29 سبتمبر 1980    |
|             | الاتحاد الدولي للاتصالات           | 1 يوليو 1908         | 17 سبتمبر 1999    |
|             | منظمة حظر الأسلحة الكيميائية       | ?                    | 29 أبريل 1997     |
|             | مؤسسة التمويل الدولية              | 20 يوليو 1956        | 11 يونيو 1981     |
|             | منظمة الشرطة الجنائية الدولية      | ?                    | 1 سبتمبر 1977     |

## وصلات خارجية
- موقع وزارة الخارجية المكسيكية
- موقع وزارة الخارجية السيشلية